# Domléger-Longvillers
Domléger-Longvillers – miejscowość i gmina we Francji, w regionie Hauts-de-France, w departamencie Somma.
Według danych na rok 2011 gminę zamieszkiwały 282 osoby, a gęstość zaludnienia wynosiła 32 osoby/km² (wśród 2293 gmin Pikardii Domléger-Longvillers plasuje się na 742. miejscu pod względem liczby ludności, natomiast pod względem powierzchni na miejscu 542.).